# Chef's Chocolate Salty Balls
Chef's Chocolate Salty Balls is de 22ste aflevering van de animatieserie South Park van Comedy Central. Ze was voor het eerst te zien op 19 augustus 1998.

## Plot
Deze aflevering begint met het Sundance Film Festival in Park City, Utah. Sundance' bedenker, Robert Redford zegt dat Park City te druk wordt door het jaarlijkse festival en besluit om het volgend jaar te doen in een ander klein bergstadje genaamd: South Park, Colorado.
Het festival begint dan in South Park en binnen twee seconden staat het helemaal vol met mensen. Op school geeft Mr. Garrison de kinderen de opdracht om een verslag te schrijven over een film die ze tijdens het festival moeten kijken. Cartman scheldt ook Wendy uit waarvoor hij straf krijgt.
's Avonds gaat Kyle naar het toilet, wanneer hij "Mr. Hankey, The Christman Poo" denkt te horen, is hij ervan overtuigd dat die zijn hulp nodig heeft.
Chef begint dan een kraam om wat te verdienen aan de toeristen. Hij verkoopt koekjes, later besluit hij om zijn Chocolate Salty Balls te verkopen. Meteen komen er dan mensen om ze te kopen.
Kyle overtuigt Stan, Cartman en Kenny dat Mr. Hankey hun hulp nodig heeft en ze gaan met z'n allen in het riool om hem te zoeken. Ze vinden hem dan waarna hij vertelt dat hij buiten Kerstmis leeft in het riool. Door de toeristen uit de grote steden, die allemaal gezond-eten diëten volgen, is het ecosysteem in het riool verstoord waardoor hij dodelijk ziek is geworden.
Kyle en de anderen gaan dan naar een filmvoorstelling om de mensen te vragen of ze willen vertrekken omdat als ze dit niet doen Mr. Hankey zal sterven. Ze denken dat Kyle het bedoeld heeft als een idee voor een film waardoor ze allemaal geld gaan bieden voor het script. Een filmmaker loopt naar Cartman toe en overtuigt hem ervan dat hij veel geld zal verdienen als hij het script aan hem verkoopt. Cartman zegt hierop direct ja.
De bewoners van South Park beginnen dan een hekel te krijgen aan het festival. Heel de stad is overspoeld door toeristen en overal ligt zwerfvuil. Zelfs Chef realiseert dat, hoewel zijn Chocolate Salty Balls veel geld opleveren, hij het niet leuk vindt dat South Park zo druk is geworden. Robert Redfords assistente merkt dan ook op dat South Park overspoeld is met toeristen net zoals Park City. Redford onthult dan dat dit zijn bedoeling was: om alle kleine steden te overspoelen met toeristen met Hollywoodcultuur omdat hij er niet aan kan ontkomen en iedereen maar zo moet leven als hij.
's Avonds draait er alweer een nieuwe film gebaseerd om Kyles woorden. Tom Hanks speelt er in mee met een aap die Mr. Hankey speelt. Cartman begint dan T-shirts te verkopen van de film zodat hij snel wat kan verdienen.
Kyle probeert Mr. Hankey te laten zien aan de mensen maar dit lukt hem niet omdat hij bijna sterft. Wanneer hij in het ziekenhuis ligt hebben ze het al bijna opgegeven, wanneer ze weg willen lopen geeft Chef hem nog een Chocolate Salty Ball waarna Mr. Hankey weer helemaal beter wordt.
De kinderen, Chef en Mr. Hankey gaan dan naar Robert Redford toe wanneer hij op een podium staat te praten over het festival van volgend jaar. Waarna Mr. Hankey meerdere keren afgewezen is, doet hij een tovenaarshoed op. Omdat hij nu speciale krachten heeft laat hij de riolering overspoelen waardoor alle toeristen weg worden gevoerd. Wanneer Redford en zijn assistente in de auto zitten en deze niet start, vult hun auto zich met poep waardoor ze verdrinken.
Iedereen is weer blij. Behalve dan dat heel hun stad bedekt is in poep.

## Kenny's dood
Kenny staat voor de bioscoop wanneer deze leegloopt met mensen waarbij hij overlopen wordt.
- In deze aflevering worden de zinnen die volgen wanneer Kenny sterft niet uitgesproken door Stan en Kyle maar door twee onbekende toeristen maar, de zinnen zijn deze keer anders en hebben ook niets te maken met de dood van Kenny.

Toerist 1: "Oh my God! I found a penny!"
Toerist 2: "You bastard!"

## Foutjes
- In het begin van de aflevering ligt er op het bureau van Mr. Garrison een poster met bladeren erop (fout gespeld: leafs, moet leaves zijn) wanneer de woordenstrijd tussen Cartman en Wendy is afgelopen en de camera teruggaat naar Mr. Garrison, hangt er een poster aan de muur met daarop een giraffe.
- wanneer Mr. Hankey de tovenaarshoed opzet is dit een verwijzing naar de scène in Fantasia waar Mickey Mouse droomt dat hij tovenaar is en het water beheerst.